# История Нигера
Древняя и средневековая история Нигера связана с торговлей. Нигер находился на пересечении торговых путей, ведущих через Сахару и связывающих Средиземное море с тропической Африкой, и пути по реке Нигер. Территория Нигера постоянно попадала в орбиту влияния крупных государств, таких как Канем-Борно, Малийская империя и Сонгай, пока в конце XIX века не была колонизирована Францией. В 1960 году Нигер получил независимость, став одной из беднейших стран Африки. Ситуация изменилась в 1968 году, когда были найдены месторождения урана. Вся история независимого Нигера представляет собой смену военных, диктаторских и демократических режимов, перемежающуюся военными переворотами и беспорядками среди населения.

## Доисторический Нигер

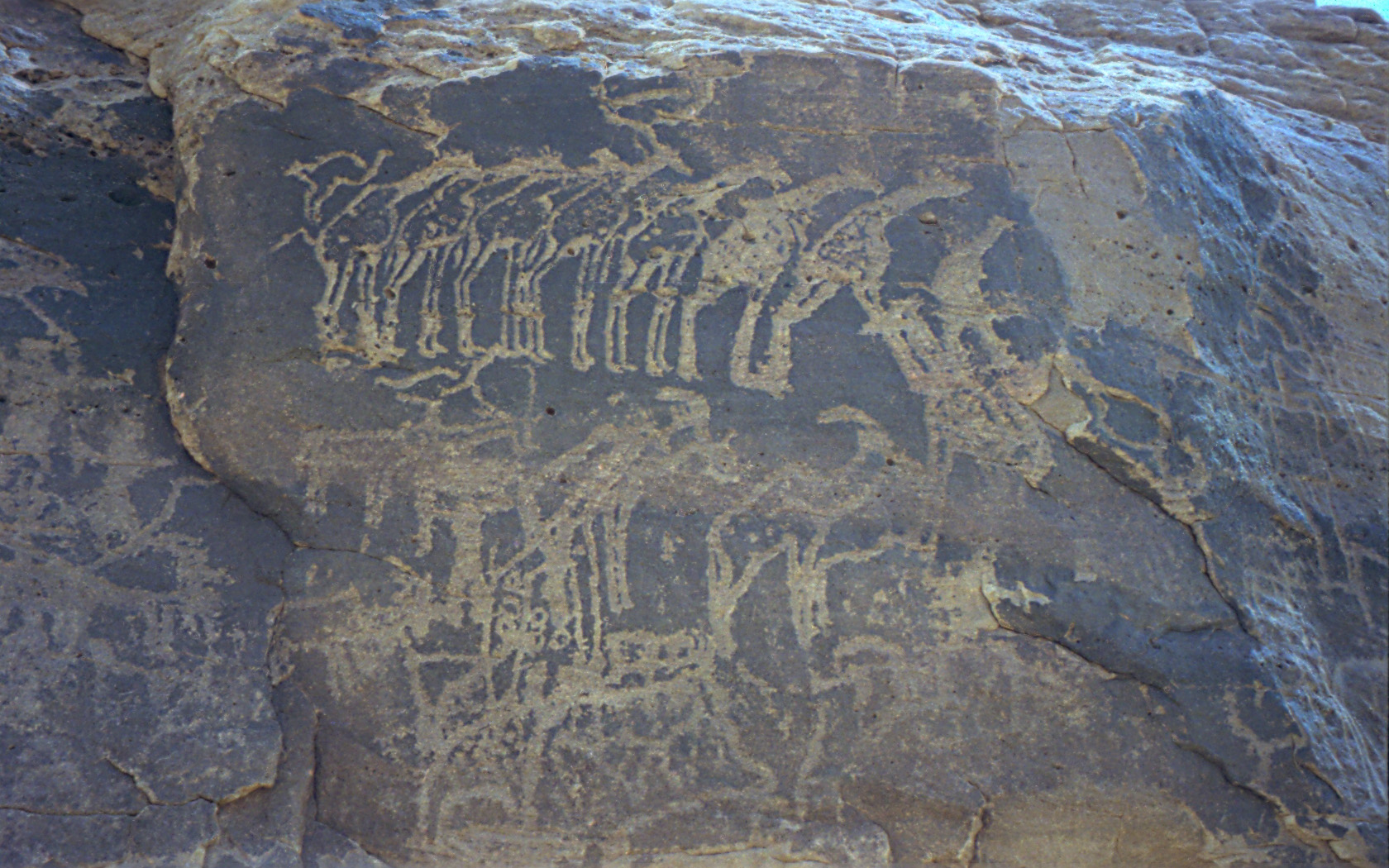
Наскальный рисунок, изображающий стадо жирафов

Около 2500 года до н. э. началось наступление Сахары на юг. До этого вся территория современного Нигера представляла собой саванну, население которой составляли охотники и скотоводы, не умевшие ещё обрабатывать металл. Так, в VIII—VI тысячелетии до н. э. на современной территории Нигера существовала киффийская культура, представители которой были высокорослыми и имели массивное телосложение. В V—III тысячелетии её сменила тенерийская культура, представители которой имели грацильное телосложение и относились к средиземноморской подрасе европеоидной расы. Тенерийская культура бесследно исчезла после наступления Сахары; вероятно, её уцелевшие носители мигрировали. Наступление пустыни на севере страны отодвинуло эти народы на юг. От доисламского Нигера сохранился лишь обширный комплекс наскальных рисунков на плато Аир, созданный предположительно между 6000 и 2000 гг. до н. э.

## Средние века

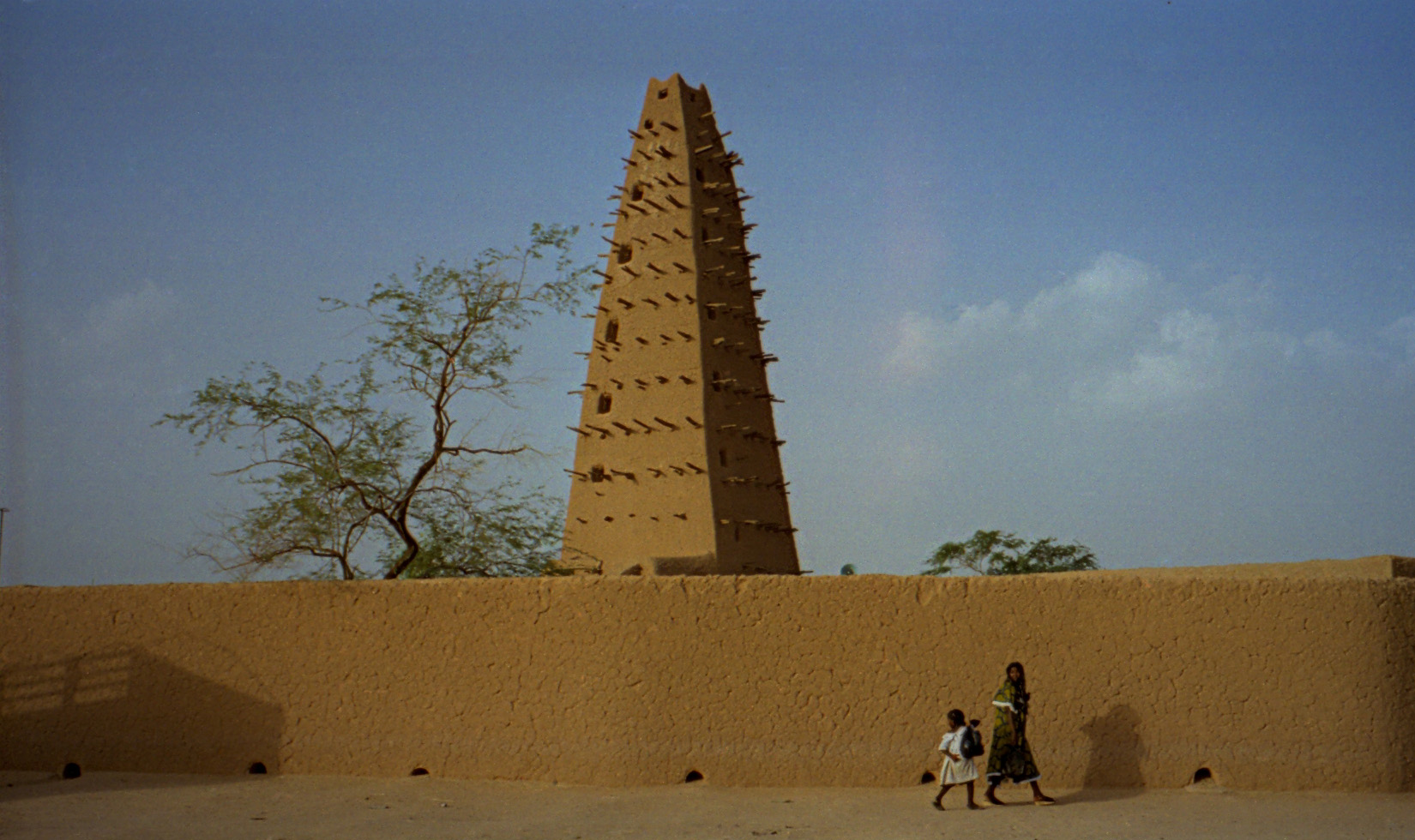
Большая мечеть Агадеса

Нигер находился на транссахарских торговых путях, что делало его привлекательным для возникавших в Сахаре средневековых государств. Восточный Нигер с X века входил в империю Канем-Борно. В 1085 году в Канем-Борно сменилась правящая династия, и новый султан был мусульманином, что означало установление ислама как государственной религии. Как следствие принятия ислама, Канем оказался тесно связанным с арабским миром. Собственно государство Канем распалось в 1376 году из-за внутренних неусобиц. На этом месте возникло государство Борно, существовавшее до XIX века.
Западный Нигер в XIV—XV веках был частью империи Мали, а после того, как последняя прекратила существование — империи Сонгай, до конца XVI века. Север современного Нигера населяли и населяют сейчас туареги, мигрировавшие сюда с севера в XI веке. Основным городом туарегов был Агадес, сделавший своё состояние на торговле солью. В конце XVI века империя Сонгай была уничтожена, и большая её часть перешла под контроль султана Марокко. Однако на юге современного Нигера возник султанат Дамагарам со столицей в Зиндере, первоначально подчинявшийся империи Канем-Борно, но затем ставший самостоятельным сильным государством. Основным источником дохода султана была торговля рабами, процветавшая до середины XIX века.

## Приход европейцев и колонизация

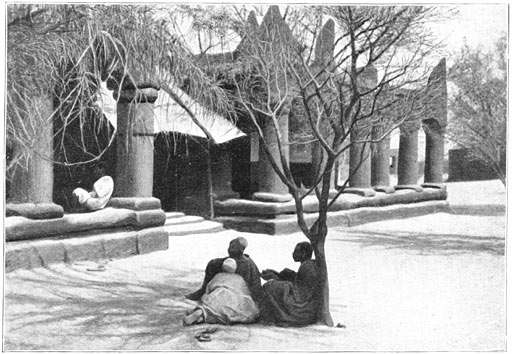
Двор султанского дворца в Зиндере (1906)

С колонизацией португальцами побережья Западной Африки в XVI—XVII веках, всё большее значение получала морская торговля, а, соответственно, транссахарская торговля теряла в объёме. Нигер, не имевший выхода к морю, существенно проиграл от такого развития событий, население его городов существенно уменьшилось.
В XIX веке на территорию Нигера стали проникать французы. Встретив сопротивление, они выслали военную экспедицию, известную как Центральноафриканская экспедиция и фактически опустошившую в 1898—1899 годах южный Нигер. Затем французы начали продвигаться на север, преодолевая сопротивление туарегов. Одним из последних эпизодов колонизации была осада Агадеса в 1916—1917 годах.
В 1900 году Франция провозгласила Нигер военной территорией, управляемой из Зиндера. В 1922 году Нигер стал французской колонией. Как вообще было характерно для французского колониального правления, власти совершенно не заботились о благоустройстве вверенной им территории, а передали все полномочия местным правителям и вождям племён, закрывая глаза на их коррумпированное управление. В качестве валюты был введён французский франк, что привело к массовому переселению из деревень в города, а массовое введение зерновых культур окончательно переориентировало Нигер с транссахарской торговли на торговлю с Францией и укрепило его зависимость от метрополии. При этом Нигер оставался одной из беднейших французских колоний, получая лишь малую часть французских вложений в Западную и Экваториальную Африку.

## Борьба за независимость
В 1958 году, когда кризис французской колониальной империи стал очевиден, президент Шарль де Голль предложил африканским колониям на выбор полную независимость либо самоуправление в составе Франции, высказав при этом явное предпочтение второму варианту. Во всех колониях было проведено голосование, и единственной страной, высказавшейся за независимость, стала Гвинея, которую де Голль постарался выставить в качестве отрицательного примера, полностью прекратив всё финансирование, выведя из неё всё движимое французское имущество и уничтожив всё недвижимое, вплоть до электрических проводов в административных зданиях. Нигер, в числе всех остальных колоний, проголосовал за автономию в составе Франции. Имеются утверждения, что голосование было сфальсифицировано. Однако довольно быстро выяснилось, что главы африканских государств не удовлетворены своим положением правителей административной территории в составе Франции, и добиваются полной независимости. В 1960 году большинство французских колоний в Африке провозгласили независимость, при этом Нигер стал второй такой территорией после Дагомеи. Независимость Нигера была провозглашена 3 августа 1960 года.
На 1958 год в Нигере имелись две крупные политические сила. Партия Сауаба, возглавляемая Джибо Бакари, вела кампанию за независимость страны. После подведения итогов референдума партия была запрещена, а Бакари покинул Нигер. Другой силой была Прогрессивная партия Нигера, лидер которой, Амани Диори, в 1960 году, после провозглашения независимости Нигера, занял пост президента страны.

## Первая республика
Диори установил в стране однопартийный диктаторский режим, в 1965 и 1970 годах избирался президентом на безальтернативной основе, состав политбюро ПНП практически был неизменным с 1956 по 1974 год. Подавляющее большинство руководящих постов во всех сферах занимали представители народности джерма-сонгай (около 20 % населения, в то время как хауса всегда превышали половину).
В 1963 году была предпринята неудачная попытка военного переворота. Руководители — капитан Хасан Диало и министр по делам Африки Зоди Ихия были арестованы. Оба были представителями народа фулани.
В 1968 году в Нигере были открыты крупные месторождения урана, что потенциально могло существенно улучшить экономическое положение страны. На практике же добыча урана привела к росту цен и усилению экономического расслоения. Сильная засуха в Сахеле в 1968—1974 годах и неспособность правительства обеспечить население запасами продовольствия привели к существенному росту недовольства. Уровень жизни в стране, и без того крайне низкий, упал ещё сильнее. Через границу хлынул поток беженцев из Мали, также пострадавшей от засухи. Международная гуманитарная помощь была использована руководством страны и правящей партии в целях личного обогащения. Продукты питания, полученные в рамках гуманитарной помощи, перепродавались или хранились на складах в ожидании повышения цен.. К подавлению волнений в 1972—1973 годах привлекалась армия.

## Военная диктатура
В ночь на 15 апреля 1974 года в стране произошёл военный переворот, в результате которого президентом стал подполковник Сейни Кунче. В ходе штурма президентского дворца погибло около 20 человек, включая жену президента, Аиссу Диори.
Было приостановлено действие конституции, распущен парламент, освобождены политзаключённые, а политическим противникам свергнутого режима, находившимся в эмиграции, разрешено вернуться в страну. Из страны был выслан французский военный контингент.
Правительство Кунче удалось решить экономические проблемы страны. Кунче добился этого непопулярными экономическими мерами и жёстким подавлением своих политических противников. Внутри страны он имел репутацию честного и некоррумпированного правителя, что позволило правительству пережить сильнейшую засуху 1983 года.
В 1975, 1976 и 1983 годах имели место неудачные попытки военного переворота.

## Вторая республика
В 1987 году Кунче умер, находясь на посту президента, и пост занял Али Саибу. В 1989 году состоялись президентские выборы (на которых Саибу был единственным кандидатом) и на общенациональном референдуме принята новая конституция.

## Третья республика
Уже в 1990 году в стране начались беспорядки и демонстрации с требованием демократизации. В 1991 году была созвана общенациональная конференция, и по её итогам в 1993 году в Нигере состоялись первые многопартийные выборы в истории страны. Первым демократически избранным президентом Нигера стал Махаман Усман, первый представитель народа хауса в руководстве страны.

## Четвёртая республика
Однако 27 января 1996 года, ещё до окончания срока правления Усмана, в Нигере произошёл военный переворот под руководством начальника генерального штаба полковника Ибрагима Баре Маинассары. Маинассара назначил себя президентом, а затем в том же году победил на президентских выборах, отмеченных серьёзными нарушениями.
С 1990 по 1995 год на севере Нигера и Мали продолжалось восстание туарегов, требовавших автономии. Хотя к 1990 году правительству удалось достичь перемирия со всеми затронутыми сторонами, в 2007—2009 годах произошло второе восстание, в ходе которого долгое время под контролем восставших находился крупнейший город северного Нигера, Агадес.

## Пятая и шестая республика
В 1999 году в стране снова начались беспорядки, в связи с отменой неудачных для власти парламентских выборов, и Маинассара в ходе переворота 9 апреля был убит. Президентом стал майор Дауда Малам Ванке, восстановивший демократическое правление и назначивший президентские выборы на 1999 год, на которых не выдвигал свою кандидатуру. На выборах победил Мамаду Танджа, переизбранный затем в 2004 году. 
В августе 2009 года президент Танджа отказался сложить полномочия и инициировал референдум по внесению поправок в конституцию, в том числе отмены ограничения на число президентских сроков и предоставляющие ему дополнительные полномочия (новая конституция известна как Шестая республика). Референдум прошёл 4 августа, при явке в 68,3 % за поправки было отдано 92,5 % голосов. Поправки были приняты, несмотря на протесты оппозиции (оппозиция референдум бойкотировала). Конституционный суд, который признал их незаконными — распущен; также был распущен парламент. 
По его итогам, Танджа объявил себя президентом ещё на три года, что привело к международной изоляции и ряду санкций (в частности, страны была исключена из ЭКОВАС).

В стране нарастало недовольство президентом. 

## Седьмая республика
18 февраля 2010 года военные Нигера совершили государственный переворот. Было объявлено о создании Высшего совета по восстановлению демократии, приостановлено действие Конституции страны, распущены институты власти, введён комендантский час, закрыты границы и воздушное пространство страны. Президент Танджа захвачен и вывезен в одну из казарм. Майор Салу Джибо был объявлен главой военной хунты (как и гражданский премьер-министра Махамаду Данда), которая должна была организовать законные президентские выборы. Военные пообещали, что никто из них или из членов временного правительства не будет участвовать в выборах. 

В марте 2010 года бывший министр туризма и один из лидеров повстанцев Рисса Аг Була был арестован по обвинению в убийствах.
31 октября 2010 года на конституциональном референдуме 90,19 % голосов при явке в 52,02 % была принята новая конституция, провозгласившая седьмую республику. 
Также было восстановлено ограничение на число президентских сроков (два по пять лет).
Президентские выборы (вместе с парламентскими) прошли 31 января — 12 марта 2011 года. Новым президентом Нигера стал Махамаду Иссуфу. 7 апреля прошла инаугурация, в ходе которой Салу Джибо передал власть законно избранному президенту.
Иссуфу ушел с поста председателя Партии за демократию и социализм, Мохамед Базум занял пост исполняющего обязанности председателя партии, далее был назначен на должность главы МИД. 

В мае власти Нигера освободили из тюрьмы бывшего президента Танджу, пробывшего в заключении около 14 месяцев. 

В июле имела место попытка государственного переворота.
На выборах 2016 года Иссуфу был переизбран.
В 2021 году президентом страны был избран Мохамед Базум 31 марта, за несколько дней до инаугурации избранного президента, произошла попытка государственного переворота; 2 апреля Базум был приведён к присяге и вступил в должность.
26 июля 2023 года военные Нигера свергли президента Базума, полковник ВВС Амаду Абдраман, выступив на государственном телеканале, заявил, что президент отстранён от власти «из-за ухудшения ситуации с безопасностью и плохого управления» и объявил о создании Национального совета по охране родины, председателем которого (и де-факто лидером Нигера) стал Абдурахман Тчиани, на момент переворота занимавший пост командующего президентской гвардией Нигера.